# Casamarciano
Casamarciano ist eine Gemeinde mit 3021 Einwohnern (Stand 31. Dezember 2023) in der Metropolitanstadt Neapel, Region Kampanien.
Die Nachbarorte von Casamarciano sind Avella (AV), Cimitile, Comiziano, Nola, Tufino und Visciano.

## Bevölkerungsentwicklung
Casamarciano zählt 1134 Privathaushalte. Zwischen 1991 und 2001 fiel die Einwohnerzahl von 3589 auf 3283. Dies entspricht einer prozentualen Abnahme von 8,5 %.